# Seznam alžirskih igralcev
Seznam alžirskih igralcev.

## A
- Sid Ahmed Agoumi

## B
- Yahia Benmabrouk
- Boualem Bennani
- Biyouna

## E
- Hassan El Hassani

## F
- Mohamed Fellag

## H
- Abderahmane Hadj
- Mohamed Hilmi

## K
- Sid Ali Kouiret

## M
- Mounia Meddour (alžirsko-francoska režiserka)

## R
- Rouiched

## S
- Farida Saboundji